# Kỷ băng hà 2: Thời băng tan
Kỷ Băng Hà 2: Băng Tan là một bộ phim hoạt hình máy tính hài phiêu lưu Mỹ 2006. Phim sản xuất bởi Blue Sky Studios và được ra mắt ở Bỉ vào ngày 1 tháng 3 năm 2006.

## Phân vai lồng tiếng
- Ray Romano vai Manny
- John Leguizamo vai Sid
- Denis Leary vai Diego
- Chris Wedge vai Scrat
- Queen Latifah vai Ellie
- Seann William Scott và Josh Peck vai Crash và Eddie
- Will Arnett vai Lone Gunslinger Vulture
- Jay Leno vai Fast Tony
- Tom Fahn vai Stu
- Alex Sullivan vai James
- Alan Tudyk vai Cholly

## Soundtrack
| STT | Nhan đề                              | Thời lượng |
| --- | ------------------------------------ | ---------- |
| 1.  | "The Waterpark"                      | 2:24       |
| 2.  | "The Vulture of Doom"                | 1:19       |
| 3.  | "Migration"                          | 3:32       |
| 4.  | "Call of the Mammoth"                | 1:52       |
| 5.  | "Sad Manny and the Possums"          | 1:44       |
| 6.  | "Manny and Ellie Meet"               | 3:44       |
| 7.  | "Traveling with the Possums"         | 2:00       |
| 8.  | "12 Ton Mammoth & a 10 Ton Possum"   | 1:55       |
| 9.  | "Attack from Below the Ice"          | 2:04       |
| 10. | "Extreme Possum"                     | 1:50       |
| 11. | "Who Will Join Me on the Dung Heap?" | 0:44       |
| 12. | "Log Moving"                         | 0:59       |
| 13. | "Ellie Remembers"                    | 2:41       |
| 14. | "Foggy Balance"                      | 3:53       |
| 15. | "Goodnight Sweet Possums"            | 0:48       |
| 16. | "Kidnapped"                          | 0:56       |
| 17. | "Sid's Sing-A-Long"                  | 2:08       |
| 18. | "Food Glorious Food"                 | 1:34       |
| 19. | "The Boat and the Geysers"           | 2:40       |
| 20. | "The Dam Breaks"                     | 1:54       |
| 21. | "Ellie Gets Trapped"                 | 0:32       |
| 22. | "Manny to the Rescue"                | 2:08       |
| 23. | "Rescues All Around"                 | 3:05       |
| 24. | "Scrat to the Rescue"                | 1:28       |
| 25. | "The Water Recedes"                  | 1:52       |
| 26. | "Mammoths"                           | 1:24       |
| 27. | "With the Herd"                      | 0:25       |
| 28. | "Into the Sunset"                    | 3:00       |
| 29. | "The Pearly Gates"                   | 1:32       |
| 30. | "CPR"                                | 0:14       |
| 31. | "Mini-Sloths Sing-A-Long"            | 2:13       |
| 32. | "The Meltdown"                       | 4:24       |